# London and North Eastern Railway
London and North Eastern Railway (LNER, z ang. „Kolej Londyńska i Północno-Wschodnia”) – brytyjskie przedsiębiorstwo kolejowe istniejące w latach 1923–1947, jedno z czterech działających w tym okresie, określanych mianem „wielkiej czwórki” (Big Four).

## Historia
Powołane do życia 1 stycznia 1923 roku na mocy ustawy brytyjskiego parlamentu (Railways Act 1921), która przewidywała racjonalizację mocno rozczłonkowanego wówczas rynku kolejowego poprzez połączenie 120 ówczesnych przedsiębiorstw kolejowych w cztery większe spółki. Celem była przede wszystkim poprawa rentowności całego systemu poprzez redukcję nadmiarowej infrastruktury, dotychczas utrzymywanej osobno przez każdego z rywalizujących ze sobą przewoźników, oraz ujednolicenie taryf przewozowych.
W skład LNER weszły przedsiębiorstwa Great Northern Railway, Great Eastern Railway, Great Central Railway, North Eastern Railway, North British Railway, Great North of Scotland Railway oraz Hull and Barnsley Railway. Sieć kolejowa, która przeszła w posiadanie LNER rozciągała się wzdłuż wschodniego wybrzeża Wielkiej Brytanii, od Londynu na północ, obejmując Anglię Wschodnią, East Midlands, Yorkshire, Anglię północno-wschodnią i znaczną część Szkocji. Główną arterią sieci była linia kolejowa East Coast Main Line z Londynu (dworca King’s Cross) do Edynburga. Długość linii kolejowych należących do LNER wynosiła nieco ponad 10 600 km (lub 10 150 km), co stanowiło około 1/3 całej brytyjskiej sieci kolejowej. W momencie utworzenia LNER było w posiadaniu 7423 lokomotyw parowych, 13 467 wagonów pasażerskich, 281 748 wagonów towarowych, 140 członów elektrycznych zespołów trakcyjnych, 6 lokomotyw elektrycznych, 10 wagonów parowych oraz 1 wagonu spalinowo-elektrycznego.
Znaczną część działalności LNER stanowiły przewozy towarowe. Około 2/3 sieci kolejowej LNER przeznaczone były do obsługi ruchu towarowego. Zapaść przemysłu ciężkiego w okresie międzywojennym (w szczególności spadek produkcji węgla) oraz rosnący udział transportu drogowego w przewozach krótko- i średniodystansowych, zarówno towarowych jak i pasażerskich przełożyły się na słabą kondycję finansową spółki. Pewien sukces odniosły działania podjęte przez zarząd w celu zwiększenia oszczędności i produktywności spółki. W latach 1924–1937 liczba zatrudnionych pracowników została zredukowana z 207 500 do 175 800, przy jednoczesnym wzroście obsługiwanych pociągokilometrów.
Wśród oferowanych przez LNER przewozów pasażerskich znajdowały się przede wszystkim połączenia długodystansowe z Londynu do Szkocji oraz podmiejskie w północnym i wschodnim Londynie. Spółka prowadziła wysoce efektywne działania marketingowe, promując bezpośrednie pociągi ekspresowe z Londynu do Edynburga (Flying Scotsman – „Latający Szkot”), luksusowe pociągi typu Pullman (m.in. Queen of Scots – „Królowa Szkotów”) oraz pociągi wycieczkowe (m.in. Northern Belle). Poza przewozami kolejowymi spółka zajmowała się również transportem morskim, hotelarstwem a od 1928 roku także transportem autobusowym.
Naczelnym inżynierem LNER do 1941 roku był Nigel Gresley, odpowiedzialny m.in. za projekt parowozów A3, A4, P2 i V2. W lipcu 1938 roku skonstruowana przez niego lokomotywa 4468 Mallard klasy A4 osiągnęła prędkość 203 km/h, ustanawiając nowy światowy rekord prędkości.
Podczas II wojny światowej infrastruktura LNER znacznie ucierpiała w wyniku nalotów niemieckich. Wkrótce po zakończeniu wojny transport publiczny, w tym kolejowy, w Wielkiej Brytanii poddany został nacjonalizacji – 1 stycznia 1948 roku LNER, podobnie jak reszta „wielkiej czwórki”, weszło w skład nowo powołanej państwowej spółki British Railways.

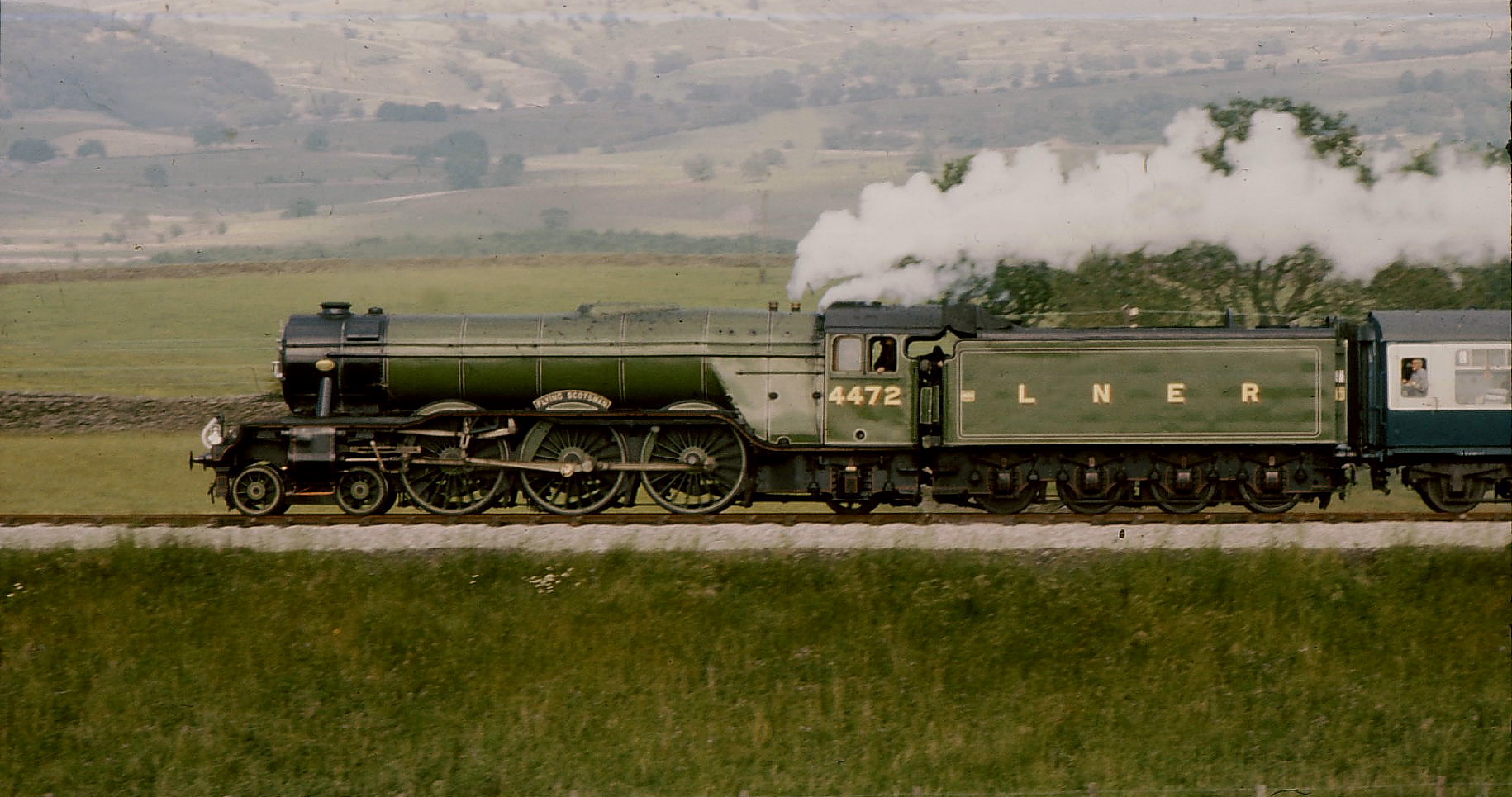
Lokomotywa 4472 Flying Scotsman klasy A3 w oryginalnym malowaniu LNER w 1982 roku
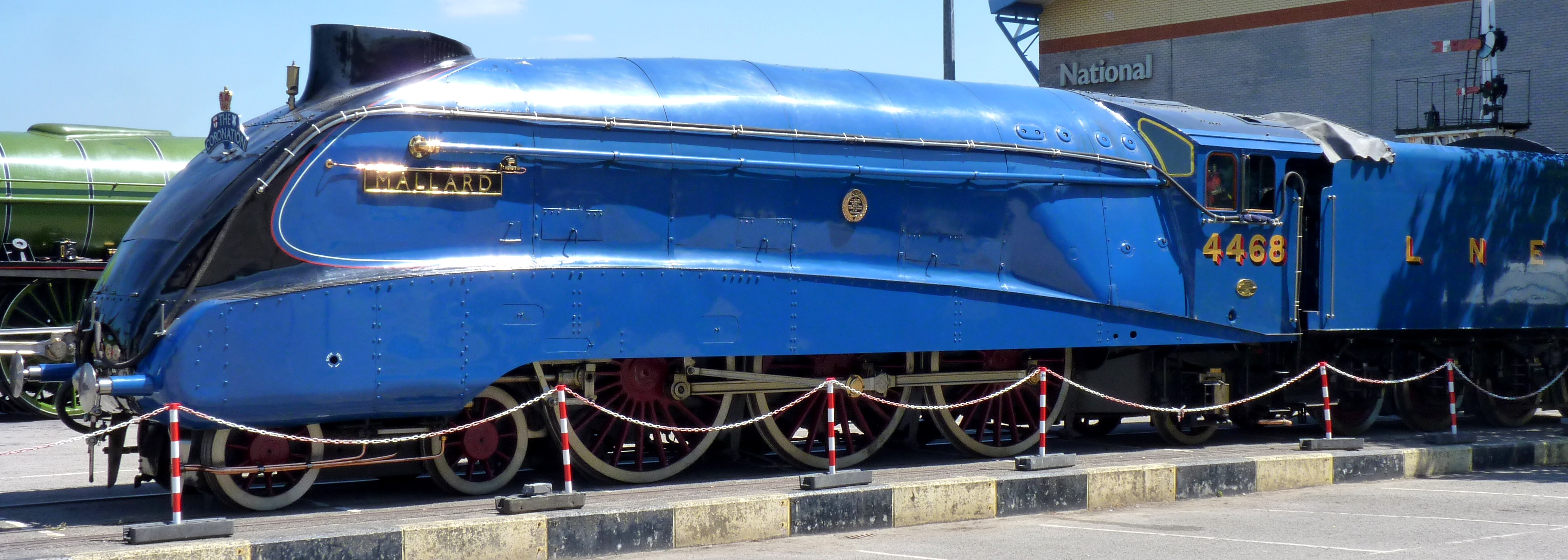
Lokomotywa 4468 Mallard(inne języki) klasy A4 w National Railway Museum w Yorku
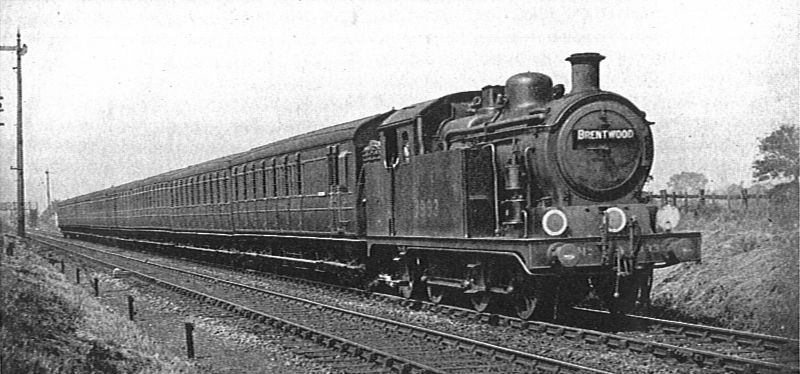
Pociąg podmiejski LNER z Londynu do Brentwood w 1928 roku
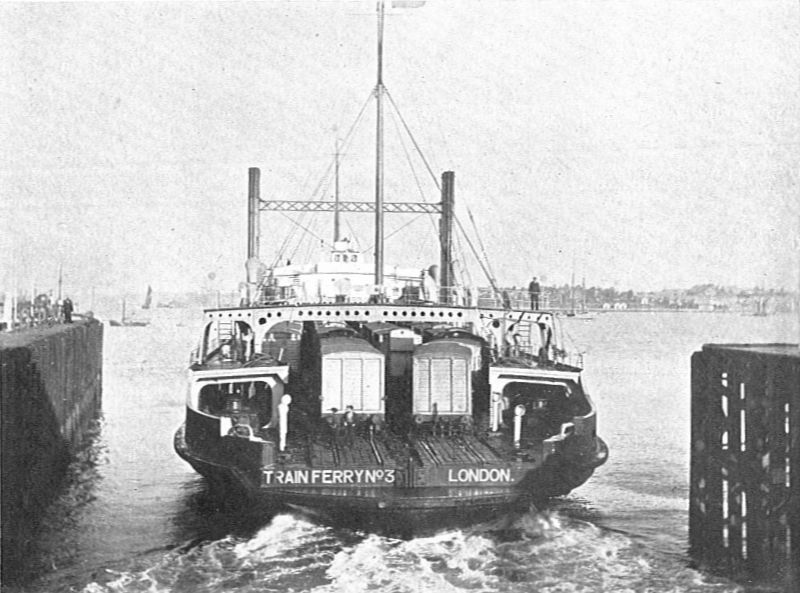
Należący do LNER prom kolejowy na trasie z Harwich do Zeebrugge (Belgia)